# تئوری توطئه نسل‌کشی سفیدپوستان

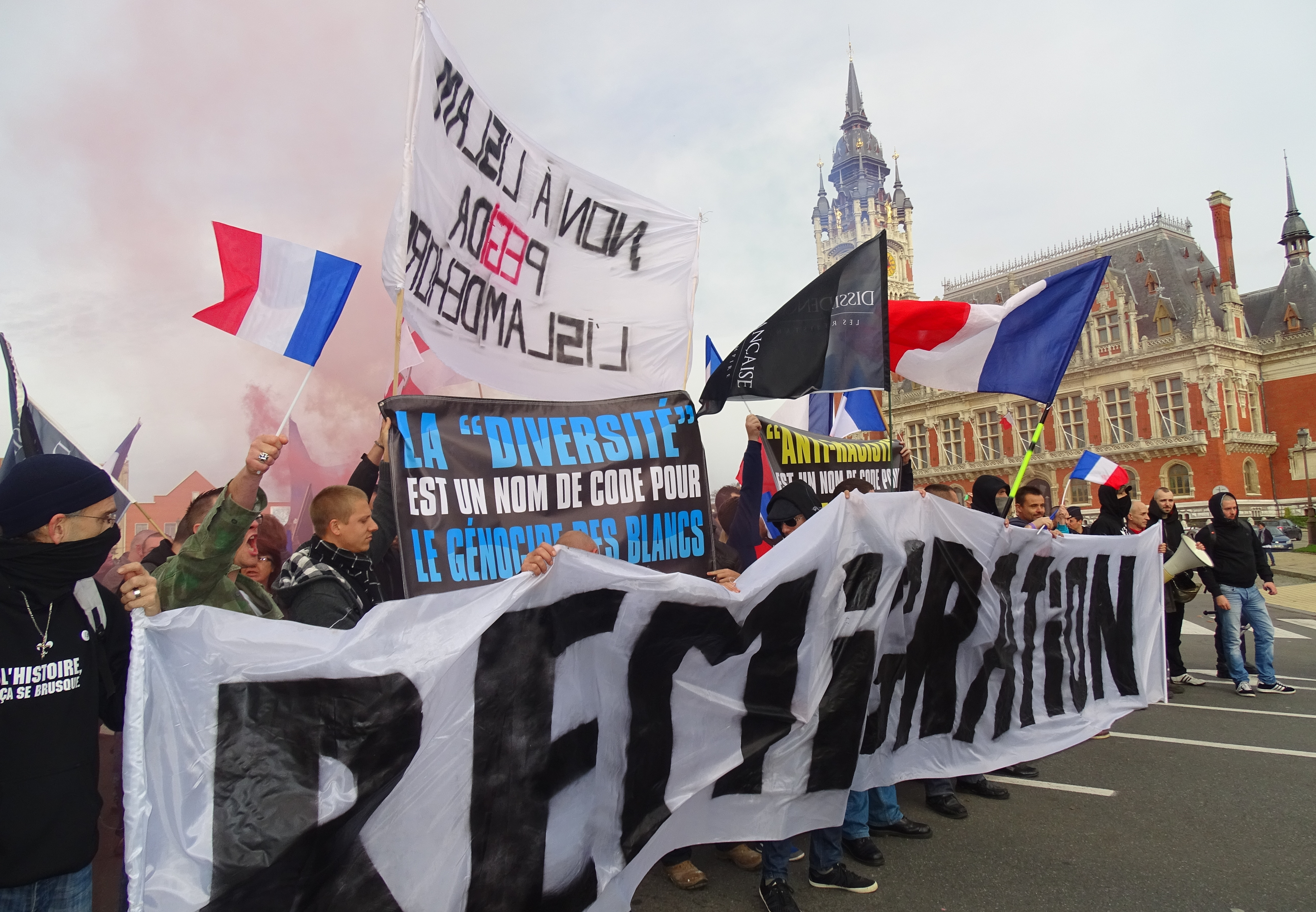
معترضان ضدمهاجر در کاله، یک تابلو به عنوان «گوناگونی یک نام کد برای نسل‌کشی سفیدپوستان است»، ۸ نوامبر ۲۰۱۵

نسل‌کشی سفیدپوستان، یا تئوری توطئه جایگزینی سفیدپوستان، یک تئوری توطئه برترپنداری نژاد سفید است که بیان دارد نقشه‌ای، که معمولاً یهودیان برای آن مقصر دانسته می‌شوند، برای اختلاط نژادی، ازدواج درون‌نژادی، مهاجرت گسترده غیر سفیدپوستان، باروری زیر سطح جایگزینی برای سفیدپوستان، سقط جنین، مصادره زمین‌های دولتی سفیدپوستان، جرایم برنامه‌ریزی‌شده و حذف‌گرایی در کشورهای سفیدپوست است تا از راه همگون‌سازی اجباری، مهاجرت و نسل‌کشی خشن نژاد سفیدپوستان منقرض شود. به‌طور کمتر، سیاه‌پوستان، هیسپانیک‌ها و مسلمانان برای نقشه پنهانی مقصر شناخته می‌شوند اما بیشتر از مهاجران، مهاجران بارور، مهاجمان یا غاصبان خشن مقصر شناخته می‌شوند.
این نظریه توسط برترپندار نژاد سفید نئونازی، دیوید لین، در سال ۱۹۹۵ به محبوبیت رساند شد و در اروپا، آمریکای شمالی، آفریقای جنوبی و استرالیا به عنوان پروپاگاندا نفوذ پیدا کرد. نظریه‌های مشابه در آلمان نازی نیز دیده می‌شد. در سال ۲۰۱۱، رنو کامو، نویسنده فرانسوی، کتابی به نام جایگزینی بزرگ نوشت، که دربارهٔ جایگزینی جمعیت سفیدپوستان در فرانسه است.

## جایگزینی بزرگ

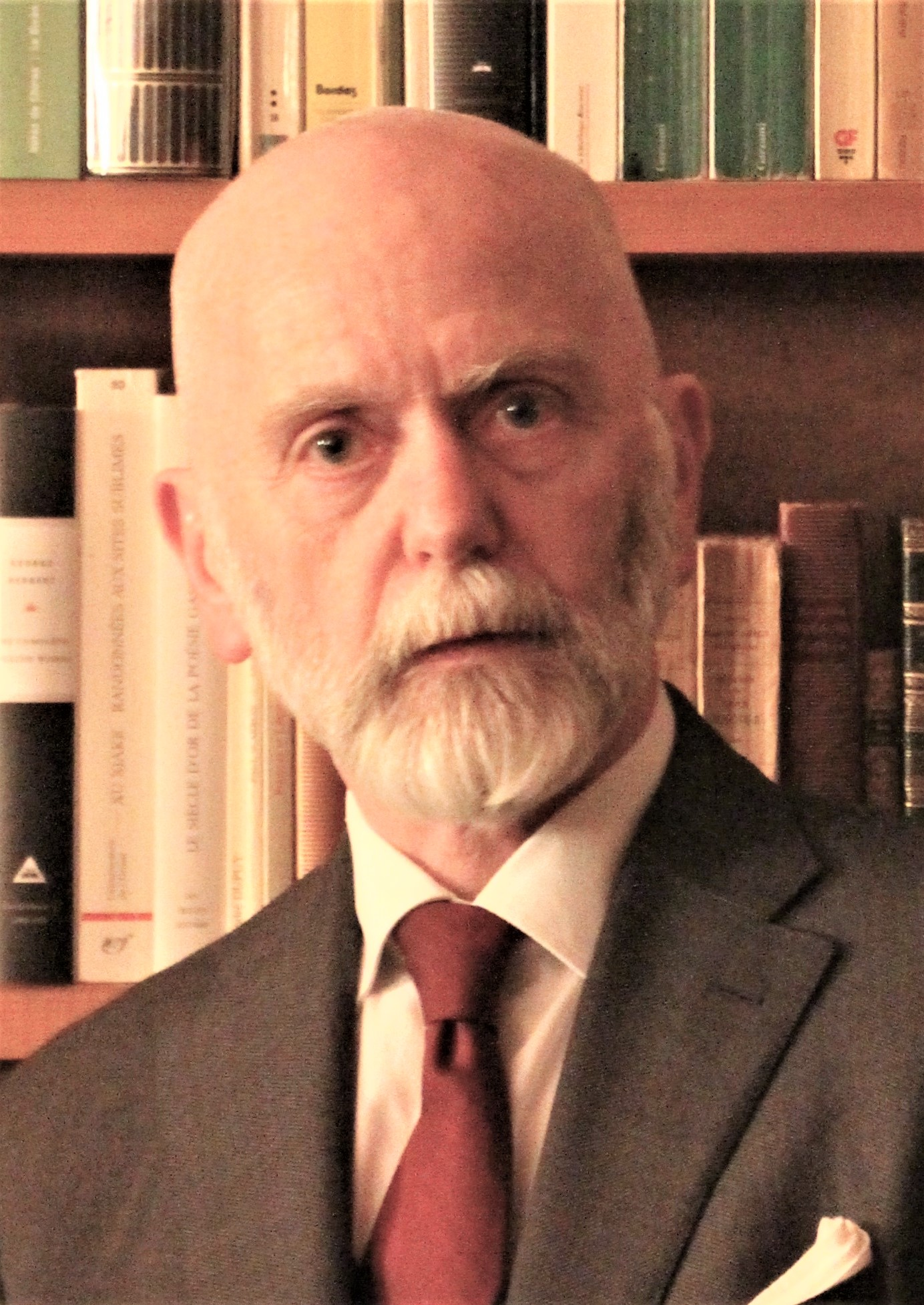
رنو کامو، مولد نظریه جایگزینی بزرگ. مارس ۲۰۱۹

این نظریه که با نویسنده فرانسوی رنو کامو، در کتابش جایگزینی بزرگ مطرح شد، دربارهٔ جایگزینی جمعیت فرانسوی سفیدپوست با جمعیت مسلمانان از آفریقای شمالی و خاورمیانه است. سپس مضمون کتاب به یک مفهوم پان‌اروپایی تبدیل شد که دربارهٔ سیاست کشورهای قاره بود. با وجود اشاراتی به یک «نسل‌کشی» ضد مردمان سفیدپوست و یک نقشه جهانی که توسط یک قدرت هم‌پیمان اداره می‌شود، تئوری‌ای که کامو نشان داد، یک نقشه یهودستیزانه نبود. او یهودیستیزی را از تئوری اصلی نئونازی حذف کرد و آن را با اسلام‌ستیزی جایگزین کرد.